# ニコラス・ポッペ
ニコラス・ポッペ（ロシア語: Николас Поппе、ラテン文字転写の例：Nicholas Poppe、または「ニコライ・ニコラエヴィチ・ポッペ」ロシア語: Николай Николаевич Поппе、1897年6月27日 - 1991年8月8日）は、ロシアの言語学者。名はドイツ語に由来するニコラウス(Nikolaus)と表記されることもある。
モンゴル語における先駆的な専門家であり、言語学者にはモンゴル諸語・テュルク諸語およびツングース諸語を包括するアルタイ諸語が専門であったと評価されることが多い。韓国語にも関心をもっていたが、アルタイ諸語の類縁関係としては韓国語はアルタイ諸語のモンゴル諸語・テュルク諸語・ツングース諸語に比べて強くないと捉えていた。

## 経歴
清国山東省煙台市で出生。父は天津のロシア帝国領事館秘書官であり、サンクトペテルブルク大学（ペトログラード大学）東洋学科で中国語・満州語・モンゴル語と東アジア史を学んだ人物である。母は昆虫学者モラヴィッツの娘で、数か国語を話せた。1900年には義和団の乱が起こり、反乱軍に包囲されたところを連合軍によって救われたが、このときの恐怖感はトラウマになった。また数年後に日露戦争、第一次世界大戦が起こるなど、戦争の影が色濃かった青年時代であった。
1913年、ハルビンで父が泥棒に殺害された。高校のときにフィンランド語、エストニア語、ハンガリー語といったフィン・ウゴル語族に興味を持ったが、家族の説得でペトログラード大学医学部に進学。しかしロシア革命が起こり、帝国軍に徴兵された。軍解体後、医学は止め、フィンランドに留学するつもりだったが、フィンランドが独立したためかなわず、フィン・ウゴル語族と類縁関係にあるといわれるアルタイ語族を専攻することにし、モンゴル語学のレフ・ルードネフ、アントワーヌ・メイエの弟子だったボリス・ウラジーミルツォフらに学んだ。
1919年にサハリンでギリヤーク人を調査したことのあるレフ・シュテルンベルクの紹介で地理学研究所助手になり、ペトログラードのフィンランド人、ティヴェーリ地方のカレリア人の調査に従事した。翌1920年、現代東洋語専門大学でロシア語とモンゴル学の講師に就任。
ペトログラード大学修士課程を修了した1921年、カルムイクの調査を行った。セルゲイ・フョードロウィッチ・オルデンブルク館長のもとでアジア博物館に勤務し、モンゴル語写本の研究を行った。同年、ペトログラード大学助教授に就任し、1925年には教授に昇格した。この間の1924年にナターリヤ・ベロリプスカヤと結婚している。
1926年にモンゴルを調査。1927年にはモンゴルの最調査およびダグール語研究を行った。さらに1928年にはブリヤート・モンゴルでアラル・ブリヤート族の研究、1929年にはモンゴルでソロン語、バルグ語、オルドス語、ウラート語の研究、1930年にはブリヤート・モンゴルのアガ地方調査を行った。その後も1931年にクリミアの大学でトルコ語学を講義し、1932年にはバルグジン地方を調査した。1933年はソ連科学アカデミーで働いた。
1936年、2年続くことになる大粛清が始まり、ポッペの友人であり日本語学者だったニコライ・ネフスキーも粛清された。1938年、粛清の中で、14世紀のアラビア語・ペルシア語・チャガタイ・トルコ語・モンゴル語辞書『ムカディット・アル＝アダブ』のロシア語版を出版。
大粛清が終わった後の1941年、カヌコヴォの教育大学でカルムイク人に講義。1942年は コーカサス・カラチャイ地方ミコヤン・シャハルの大学で講義。占領ドイツ軍の通訳を担当した。1943年、ソ連側からの追及を免れるため、退却するドイツ軍に同行し、ベルリンのヴァンゼー研究所、ベルリン大学、東アジア研究所に勤務。1944年には村山七郎と会っている。
1949年、妻のナターリヤが死去し、アメリカへ移住。シアトルのワシントン大学で教鞭を取り、その時の学生の中に岡田英弘がいた。この頃、アルタイ比較言語学の先駆者グスターフ・ラムステッドと文通を行った。1950年、英国王室アジア協会会員となった。
1958年には日本の東洋文庫で調査。村山および服部四郎、江上波夫らと交流した。
1963年にフィン・ウゴル協会名誉会員、1968年にドイツのボン大学名誉博士、ドイツ東洋協会名誉会員となった。1973年にはトルコ政府より名誉証書を受けた。1991年、シアトルにて死去。

## 著書
- 1926年 - 「ヤクート文法」
- 1928年 - 「アラル方言」
- 1930年 - 「ダグール語文法」
- 1936年 - 「ブリヤート・モンゴル人の伝承および方言」
- 1938年 - 「ブリヤート語文法」
- 1954年 - 「モンゴル文語文法」英語版
- 1955年 - 「モンゴル比較文法」
- 1958年 - 「モンゴル叙事詩」「ハルハ・モンゴル文法」「パスパ文字モンゴル文献」「仏陀の十二の行い」「金剛経」翻訳
- 1965年 - 「アルタイ言語学概論」